# Porfiriusz (Szutow)
Porfiriusz, imię świeckie Władimir Wiktorowicz Szutow (ur. 19 października 1965 w Arzamasie-75) – rosyjski biskup prawosławny.

## Życiorys
W latach 1983–1989 studiował na wydziale ekonomicznym Moskiewskiego Instytutu Lotniczego, studia ukończył. Chrzest przyjął w wieku 24 lat w cerkwi Podwyższenia Krzyża Pańskiego w Moskwie-Altufjewie. 
W 1992 r. wstąpił do Monasteru Dońskiego. Od 1994 r. był posłusznikiem w ławrze Troicko-Siergijewskiej. W roku następnym podjął naukę w moskiewskim seminarium duchownym, w którym kształcił się do 1999 r. Wcześniej, 2 kwietnia 1998 r. został postrzyżony na mnicha. 30 sierpnia 1998 r. został wyświęcony na hierodiakona, zaś 2 czerwca 1999 r. – na hieromnicha. W 2003 r. został podniesiony do godności ihumena, otrzymując równocześnie urząd dziekana ławry Troicko-Siergijewskiej. W 2006 r. nadano mu godność archimandryty.
W październiku 2009 r. został namiestnikiem stauropigialnego monasteru Przemienienia Pańskiego na Wyspach Sołowieckich, a po miesiącu objął również obowiązki dyrektora muzeum historii, architektury i przyrody Sołowek, podlegającego ministerstwu kultury. 
W 2012 r. patriarcha moskiewski i całej Rusi Cyryl nadał mu honorową godność ihumena Monasteru Sołowieckiego.
30 sierpnia 2019 r. został nominowany na wikariusza patriarchy moskiewskiego i całej Rusi z tytułem biskupa odincowskiego. Jego chirotonia biskupia miała miejsce 8 września 2019 r. w cerkwi św. Nikity przy ul. Starej Basmannej w Moskwie, pod przewodnictwem patriarchy Cyryla. 
W 2021 r. noszony przez niego tytuł zmieniono na tytuł biskupa ozierskiego. 